# بلاذر رقيق الأوراق
بلاذر رقيق الأوراق (الاسم العلمي: Anacardium tenuifolium) هو نوع من النباتات يتبع جنس البلاذر من فصيلة البلاذرية.